# Antonov An-30

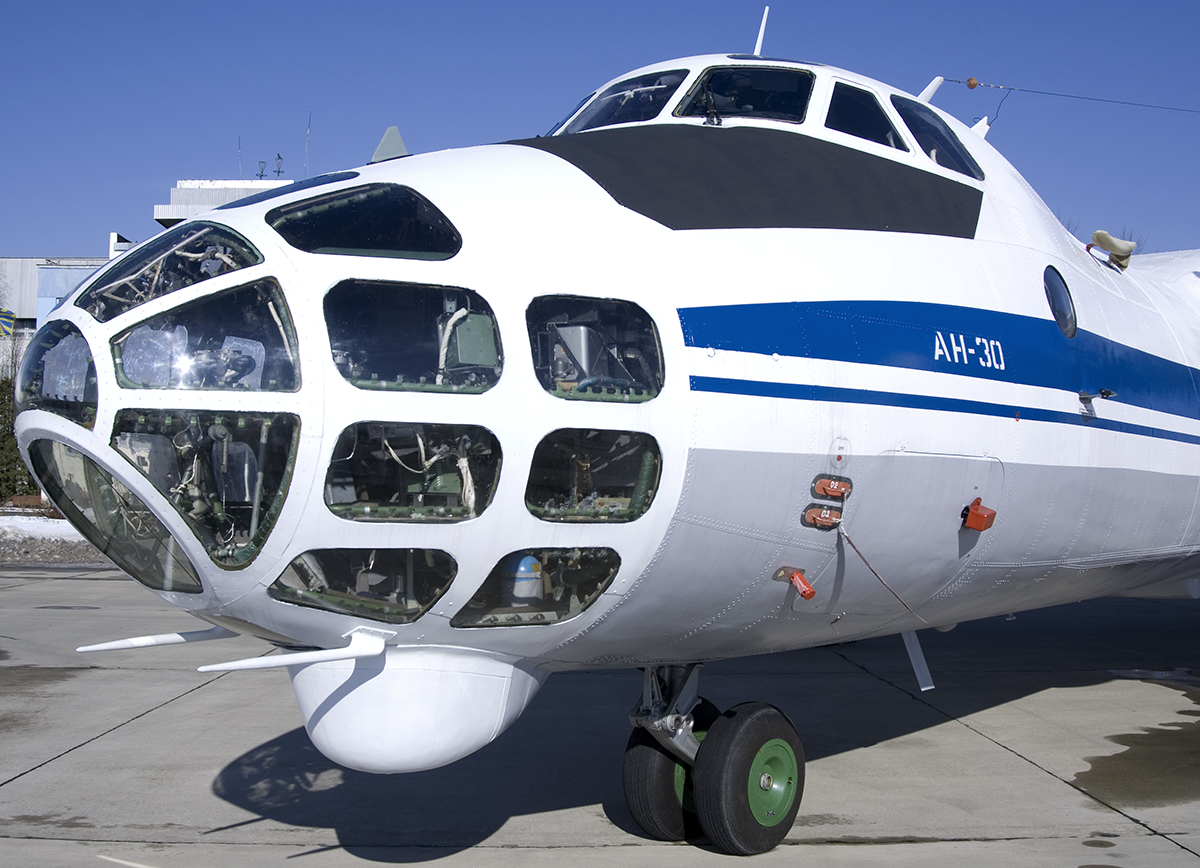
Antonov An-30

Antonov An-30 är ett tvåmotorigt propellerflygplan tillverkat av Antonov. Det används bl.a. för kartritning och flygbesprutning av regntunga moln. Det tillhör samma familj som An-24, An-26 och An-32. Flög för första gången den 21 augusti 1967. Certifierat blev planet först 1974 och det tillverkades i 123 exemplar. Det är utrustat med en glasnos och en puckel som påminner lite om Boeing 747. Puckeln är resultatet av att när An-24 skulle anpassas, så blev man tvungen att höja cockpit för att få plats med spaningsutrustningen i glasnosen på däcket nedanför cockpit. 